# Tinamou à calotte noire
Crypturellus atrocapillus
Espèce
Statut de conservation UICN

 LC : Préoccupation mineure
Le Tinamou à calotte noire (Crypturellus atrocapillus) est une espèce de tinamou que l'on rencontre dans les plaines des forêts tropicales et subtropicales humides supérieure à 900 m d'altitude. Cette espèce se rencontre au Pérou, en Bolivie et au Brésil. Son aire de dispersion est évaluée à 120 000 km².

## Sous-espèces
Selon la classification de référence du Congrès ornithologique international (15.1, 2025) il se répartit en deux sous-espèces (ordre phylogénique) :
- Crypturellus atrocapillus atrocapillus (Tschudi, 1844) — sud-est du Pérou ;
- Crypturellus atrocapillus garleppi (Berlepsch, 1892) — nord de la Bolivie.

## Caractéristiques
Le Tinamou à calotte noire a une longueur de 28 à 30 cm. L'animal est de couleur brune marbrée de noire sur la partie supérieure de son corps. La gorge et le cou sont rougeâtres. La poitrine est gris sombre tandis que le reste du bas du corps est de couleur cannelle à chamois. La calotte est noirâtre et les pattes peuvent être rouge pâle ou d'un rouge plus intense.
Les femelles sont généralement plus marbrées que les mâles sur leur face inférieure.